# Broederliefde

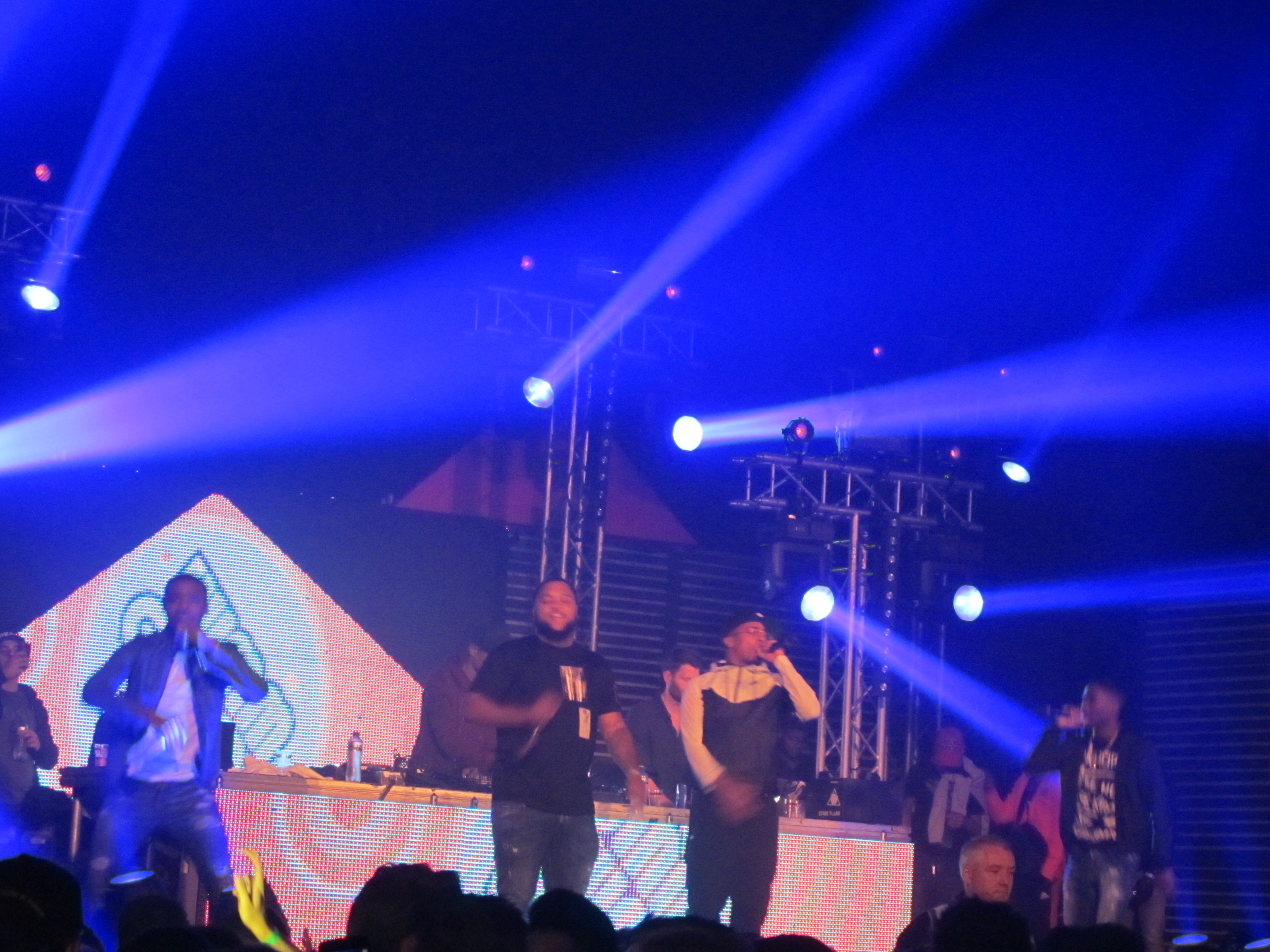
Broederliefde (2016)

Broederliefde ist eine niederländische Hip-Hop-Gruppe aus Rotterdam.

## Bandgeschichte
Ursprünglich stammen die Mitglieder von Broederliefde aus einer Gruppe von Jugendlichen aus dem Rotterdamer Stadtteil Spangen, die sich regelmäßig zum Fußballspielen trafen. Emerson Akachar alias Emms war der erste, der mit dem Rappen begann und Jerr, Sjaf, Edson und Mella schlossen sich ihm 2011 an. Mit ihrer Musik waren sie schnell nicht nur in ihrer Heimatstadt erfolgreich, auch im Internet erreichten sie mit ihren Musikvideos hohe Abrufzahlen. Nach einem Jahr stellten sie ein Mixtape mit dem Titel Broederliefde zusammen, das den Weg zum Label Universal fand und ihnen einen Plattenvertrag brachte.
2014 veröffentlichte die fünfköpfige Gruppe ihre erste Single mit dem Namen Labanta, die im Internet über eine Million Mal gesehen wurde. Am 29. August 2014 erschien das Debütalbum Gevoelig feestje. Es schaffte auf Anhieb den Sprung auf Platz 3 der niederländischen Albumcharts, fiel aber nach 4 Wochen wieder aus den Top 100 heraus. Knapp ein Jahr später erschien das Nachfolgealbum Hard Work Pays Off. Zwar kam es nur auf Platz 13, aber gleich mehrere Songs schafften es in die Dutch Top 100 und Alaka war ihr erster Hit in den Nederlandse Top 40.
Der ganz große Durchbruch kam Ende April 2016 mit dem zweiten Teil von Hard Work Pays Off. Das Album stieg direkt auf Platz 1 ein und stand dort mit Unterbrechungen 14 Wochen. Dies bedeutete einen neuen Rekord an Nummer-1-Wochen für ein niederländischsprachiges Album. Gleichzeitig war es das erfolgreichste Album des Jahres und erreichte Platinstatus (40.000 verkaufte Einheiten). Auch das erste Album kehrte in die Charts zurück und Broederliefde waren über Monate mit drei LPs in den Charts vertreten. Alle 14 Songs des Albums stiegen in der ersten Woche in die Top 100 ein. Erfolgreichstes Lied war Jungle, das Platz 4 der Top 100 und Platz 14 der Top 40 erreichte. Später im Jahr hatten sie auch noch weitere Hits zusammen mit anderen Musikern wie Jan Smit und Jayh. Am 6. November wurden sie beim MTV Europe Music Awards 2016 in ihrer Heimatstadt Rotterdam als erfolgreichster niederländischer Act ausgezeichnet.

## Mitglieder
- Emerson Akachar (Emms)
- Jerzy Rocha Livramento (Jerr)
- Javiensley Dams (Sjaf)
- Edson Cesar (Edson)
- Melvin Silberie (Mella)

## Diskografie

### Alben
| Jahr | Titel                     | Höchstplatzierung, Gesamtwochen, AuszeichnungChartplatzierungen (Jahr, Titel, Platzierungen, Wochen, Auszeichnungen, Anmerkungen) | Höchstplatzierung, Gesamtwochen, AuszeichnungChartplatzierungen (Jahr, Titel, Platzierungen, Wochen, Auszeichnungen, Anmerkungen) | Anmerkungen                              |
| Jahr | Titel                     | NL | BEF | Anmerkungen                              |
| ---- | ------------------------- | --- | --- | ---------------------------------------- |
| 2014 | Gevoelig feestje          | NL3 (56 Wo.)NL | — | Erstveröffentlichung: 29. August 2014    |
| 2015 | Hard Work Pays Off        | NL13 (71 Wo.)NL | — | Erstveröffentlichung: 18. September 2015 |
| 2016 | Hard Work Pays Off 2      | NL1 Platin · (297 Wo.)NL | BEF117 (19 Wo.)BEF | Erstveröffentlichung: 29. April 2016     |
| 2017 | We moeten door            | NL2 Gold · (82 Wo.)NL | BEF29 (21 Wo.)BEF | Erstveröffentlichung: 24. November 2017  |
| 2018 | We moeten door 2          | NL1 Gold · (75 Wo.)NL | BEF14 (20 Wo.)BEF | Erstveröffentlichung: 20. Juli 2018      |
| 2019 | Broeders                  | NL2 Gold · (46 Wo.)NL | BEF49 (1 Wo.)BEF | Erstveröffentlichung: 12. Dezember 2019  |
| 2021 | Medaille                  | NL1 Gold · (23 Wo.)NL | BEF69 (3 Wo.)BEF | Erstveröffentlichung: 25. Februar 2021   |
| 2022 | Strandje aan de Maas      | NL5 Gold · (32 Wo.)NL | BEF105 (2 Wo.)BEF | Erstveröffentlichung: 27. Oktober 2022   |
| 2025 | De ene hand wast de ander | NL1 (… Wo.)NL | BEF145 (… Wo.)BEF | Erstveröffentlichung: 8. August 2025     |

### Singles
| Jahr | Titel Album                           | Höchstplatzierung, Gesamtwochen, AuszeichnungChartsChartplatzierungen (Jahr, Titel, Album, Platzierungen, Wochen, Auszeichnungen, Anmerkungen) | Anmerkungen                                           |
| Jahr | Titel Album                           | NL | Anmerkungen                                           |
| ---- | ------------------------------------- | --- | ----------------------------------------------------- |
| 2016 | Alaka Hard Work Pays Off              | NL36 Platin · (3 Wo.)NL | feat. Kalibwoy & SBMG                                 |
| 2016 | Ik was al binnen Hard Work Pays Off 2 | NL27 ×2Doppelplatin · (5 Wo.)NL | feat. Frenna                                          |
| 2016 | Jungle Hard Work Pays Off 2           | NL14 ×3Dreifachplatin · (12 Wo.)NL |                                                       |
| 2016 | Kom dichterbij me 20                  | NL24 Gold · (4 Wo.)NL | Erstveröffentlichung: 21. September 2016 mit Jan Smit |
| 2016 | Het is een feit –                     | NL17 ×2Doppelplatin · (7 Wo.)NL | Erstveröffentlichung: 23. Dezember 2016 mit Emms      |
| 2017 | Officieel We moeten door              | NL15 (11 Wo.)NL | Erstveröffentlichung: 10. November 2017               |

Weitere Singles
- 2014: Labanta
- 2015: Moral (feat. William Araujo)
- 2015: No Money, No Love
- 2015: Hard Work Pays Off (mit SBMG)
- 2015: Ku bo so (feat. Jayh)
- 2016: Mi no lob (NL: ×2Doppelplatin )
- 2016: Qu’est qu’il ya (NL: Platin)
- 2016: Zeg me (feat. Jayh & Sevirio, NL: Gold)
- 2016: Miljonairs (feat. Frenna & Ronnie Flex)
- 2016: Alles voor niets geweest
- 2016: Insteigen (NL: Gold)
- 2016: Eigenlijk
- 2016: Oh jij
- 2016: That’s My Boy (feat. HT, NL: Gold)
- 2016: Danswater (NL: Gold)
- 2016: Jongvolwassen (feat. Chivv & Jonna Fraser)
- 2016: Narcos (feat. SBMG, Jonna Fraser, Hef, Ronnie Flex & RMB)
- 2019: Sterling (NL: Gold)
- 2019: Habri Pia (NL: Gold)
- 2021: Vuur (NL: Gold)
- 2021: Ça Sert à Rien (mit Bryan Mg & Emms, NL: Gold)
- 2022: Stunten (NL: Gold)

### Gastbeiträge
| Jahr | Titel Album                                   | Höchstplatzierung, Gesamtwochen, AuszeichnungChartsChartplatzierungen (Jahr, Titel, Album, Platzierungen, Wochen, Auszeichnungen, Anmerkungen) | Anmerkungen                                                              |
| Jahr | Titel Album                                   | NL | Anmerkungen                                                              |
| ---- | --------------------------------------------- | --- | ------------------------------------------------------------------------ |
| 2016 | Nu sta je hier Reset The Levels II: Boulevard | NL16 ×2Doppelplatin · (8 Wo.)NL | SFB feat. Broederliefde & Ronnie Flex                                    |
| 2016 | Do or Die Goed Teken                          | NL17 ×3Dreifachplatin · (9 Wo.)NL | Jonna Fraser feat. Broederliefde                                         |
| 2016 | Ballon Ik Leef                                | NL36 Platin · (2 Wo.)NL | Erstveröffentlichung: 30. September 2016 Jayh feat. SBMG & Broederliefde |

Weitere Gastbeiträge
- 2016: Kibra / D-Double feat. Broederliefde & SBMG (NL: Platin)
- 2016: Verwijderd / Jonna Fraser feat. Broederliefde & Jayh
- 2021: Henny Op Een Maandag / Chivv feat. Broederliefde (NL: Gold)